# Marshall Berman
Marshall Howard Berman (24 novembre 1940 - 11 septembre 2013) était un philosophe américain rattaché au courant marxiste humaniste. Il a été professeur émérite de sciences politiques au City College of New York et au Graduate Center de la City University of New York, où il a enseigné la philosophie politique et l'urbanisme.

## Vie et œuvre
Marshall Berman est né à New York en 1940 et a passé son enfance à Tremont, alors un quartier majoritairement juif du sud du Bronx. Ses parents Betty et Murray Berman (deux enfants d'immigrants juifs d'Europe de l'Est) possédaient la Betmar Tag and Label Company. Son père est décédé d'une crise cardiaque à l'âge de 48 ans à l'automne 1955, peu de temps après que la famille avait déménagé dans le quartier Kingsbridge du Bronx. Berman a fréquenté la Bronx High School of Science, et était un ancien élève de l'Université Columbia et de la Faculté des Lettres de l'Université d'Oxford où il était un étudiant d'Isaiah Berlin. Berman a terminé son doctorat à l'Université Harvard en 1968.Il a commencé à travailler au City College en 1968 où il a enseigné jusqu'à sa mort. Il a fait partie du comité de rédaction de Dissent et a régulièrement contribué à The Nation, The New York Times Book Review, Bennington Review, New Left Review, New Politics et au Voice Literary Supplement.
Dans Adventures in Marxism, Berman raconte comment, alors qu'il était étudiant à l'Université de Columbia en 1959, la découverte fortuite des manuscrits économiques et philosophiques de Karl Marx de 1844 fut une révélation et une inspiration et est devenue la base de toutes ses œuvres futures. Ce ton personnel imprègne son travail, reliant les tendances historiques aux observations et inflexions individuelles d'une situation particulière. Berman est surtout connu pour son livre Tout ce qui est solide se volatilise. Parmi ses autres ouvrages, citons The Politics of Authenticity, Adventures in Marxism, On the Town: A Hundred Years of Spectacle in Times Square (2006). Sa dernière publication fut l'« Introduction » à l'édition Penguin Classics du Manifeste communiste. Également dans les années 2000, Berman a co-édité (avec Brian Berger) une anthologie, New York Calling: From Blackout To Bloomberg, pour laquelle il a écrit l'essai introductif. Berman a également participé au documentaire en huit parties de Ric Burns intitulé New York.
Il est décédé le 11 septembre 2013 d'une crise cardiaque. D'après un ami et coauteur, Todd Gitlin, Berman a souffert d'une crise cardiaque en mangeant dans l'un de ses restaurants préférés de l'Upper West Side, le Metro Diner.

## La modernité et le modernisme
Entre le milieu et la fin du XXe siècle, le discours philosophique s'est concentré sur les questions de modernité et sur les attitudes et philosophies culturelles à l'égard de la condition moderne. Berman proposa sa propre définition du modernisme pour contrer les philosophies postmodernes.
« Faut-il qualifier de modernistes des œuvres qui se préoccupent autant du passé  ? Pour bien des penseurs, tout le projet moderniste consiste à faire table rase de tous ces blocages, de sorte que le soi et le monde puissent être recréés. D’autres pensent que les formes vraiment caractéristiques de l’art et de la pensée contemporains ont effectué un saut quantique au-delà de toutes les diverses tendances du modernisme, et conquis le droit de s’appeler « postmodernes ». Je veux répondre à ces affirmations contradictoires, mais complémentaires en réexaminant la conception de la modernité qui a présidé à l’amorce de ce livre. Être moderne, disais-je, c’est faire l’expérience de la vie personnelle et sociale comme d’un maelström, c’est trouver son monde et soi-même en permanente désintégration et en permanent renouveau, perpétuellement dans le trouble et l’angoisse, dans l’ambiguïté et la contradiction : c’est faire partie d’un univers où tout ce qui est solide se volatilise. Être un modern-iste, c’est en quelque sorte se trouver comme chez soi dans le maelström, adopter ses rythmes, suivre ses courants à la recherche des formes de réalité, de beauté, de liberté, de justice que rend possible son cours passionné et périlleux. »
La vision de Berman du modernisme est en contradiction avec le postmodernisme. Paraphrasant Charles Baudelaire, Michel Foucault définit l'attitude de la modernité comme l'« héroïsation ironique du présent ». Berman considérait le postmodernisme comme une chambre d'écho sans âme et sans espoir. Il a abordé cette question dans sa préface à la réimpression, en 1988, de Tout ce qui est solide se volatilise :
« On peut dire que les postmodernistes ont développé un paradigme qui entre nettement en conflit avec celui qui est contenu dans ce livre. J’ai avancé que la vie, l’art et la pensée modernes étaient capables d’une autocritique et d’un autorenouvellement perpétuels. Les postmodernistes affirment que l’horizon de la modernité est clos, ses énergies épuisées — que la modernité appartient en fait au passé. La pensée sociale postmoderniste manifeste un mépris sans bornes pour tous les espoirs collectifs de progrès moral et social, pour la liberté individuelle et le bonheur public, que nous ont légués les modernistes des Lumières du XVIIIe siècle. Les postmodernistes affirment qu’on a vu la faillite de ces espoirs, au mieux de vaines et futiles fantaisies [...] »
La vision du modernisme de Berman entre également en conflit avec l'antimodernisme selon le critique George Scialabba, qui est persuadé par la critique de Berman sur le postmodernisme, mais trouve que le défi posé par les antimodernistes est plus problématique. Scialabba admire la position de Berman en tant qu'écrivain et penseur, le qualifiant de « sérieux et démocrate » et capable de résister au défi antimoderniste que lui ont lancé Christopher Lasch et Jackson Lears. Mais Scialabba croit aussi que Berman « n'affronte jamais pleinement la possibilité du nihilisme ».

## Liens
- « Marshall Berman » (présentation), sur l'Internet Movie Database
- Tradition . . . Transgression! Singer in the Shtetl and on the Street by Marshall Berman
- An Interview with Marshall Berman interviewé par Tony Monchinski
- Marshall Berman's Love Affair With Marx par Christopher Hitchens
- « All That Is Solid Melts Into Air — Afterword 2010 », Globality Studies Journal (GSJ)-Globality.cc.stonybrook.edu, 22 novembre 2010 (consulté le 26 juin 2014)